# Hjärttjärnen (Hammerdals socken, Jämtland)
Hjärttjärnen är en sjö i Strömsunds kommun i Jämtland och ingår i Indalsälvens huvudavrinningsområde.